# Ute Oberhoffner
Ute Oberhoffner nata Weiß (Ilmenau, 15 settembre 1961) è un'ex slittinista tedesca orientale.
È figlia di Peter Weiß ed è coniugata con Bernd Oberhoffner, a loro volta ex slittinisti di livello internazionale.

## Biografia
Inizialmente conosciuta come Ute Weiß, dopo il matrimonio avvenuto nel 1984 ha gareggiato con il cognome del marito, e solo saltuariamente viene indicata come Ute Oberhoffner-Weiß.
Esordì in Coppa del Mondo nella stagione 1979/80, conquistò il primo podio, nonché la prima vittoria il 27 gennaio 1980 nel singolo a Hammarstrand. Trionfò in classifica generale nella specialità del singolo in due edizioni: nel 1982/83 e nel 1988/89.
Prese parte a due edizioni dei Giochi olimpici invernali, riuscendo sempre ad andare a medaglia nel singolo: conquistò infatti il bronzo a Sarajevo 1984 e l'argento a Calgary 1988.
Ai campionati mondiali ottenne quattro medaglie, un argento nella gara a squadre e tre bronzi nel singolo. Nelle rassegne continentali vinse un titolo europeo nel singolo a Königssee 1988, oltre ad un argento ed un bronzo.
Si ritirò al termine della trionfale stagione 1988/89, salendo sul podio anche nella sua ultima gara a Calgary il 20 febbraio 1989 (2ª) e conquistando la sfera di cristallo, dopo aver ottenuto una medaglia d'argento ed una di bronzo anche nell'edizione dei mondiali di Winterberg 1989.

## Palmarès

### Olimpiadi
- 2 medaglie:
  - 1 argento (singolo a Calgary 1988);
  - 1 bronzo (singolo a Sarajevo 1984).

### Mondiali
- 4 medaglie:
  - 1 argento (gara a squadre a Winterberg 1989);
  - 3 bronzi (singolo a Lake Placid 1983; singolo a Igls 1987; singolo a Winterberg 1989).

### Europei
- 3 medaglie:
  - 1 oro (singolo a Königssee 1988);
  - 1 argento (gara a squadre a Königssee 1988);
  - 1 bronzo (singolo a Hammarstrand 1986).

### Coppa del Mondo
- Vincitrice della Coppa del Mondo nella specialità del singolo nel 1982/83 e nel 1988/89.
- 24 podi (tutti nel singolo):
  - 7 vittorie;
  - 11 secondi posti;
  - 6 terzi posti.

#### Coppa del Mondo - vittorie
| Data             | Luogo        | Paese          | Disciplina |
| ---------------- | ------------ | -------------- | ---------- |
| 27 gennaio 1980  | Hammarstrand | Svezia         | Singolo    |
| 9 gennaio 1983   | Hammarstrand | Svezia         | Singolo    |
| 30 gennaio 1983  | Lake Placid  | Stati Uniti    | Singolo    |
| 27 febbraio 1983 | Königssee    | Germania Ovest | Singolo    |
| 17 gennaio 1988  | Winterberg   | Germania Ovest | Singolo    |
| 11 dicembre 1988 | Sarajevo     | Jugoslavia     | Singolo    |
| 8 gennaio 1989   | Oberhof      | Germania Est   | Singolo    |